# Саксония-Рьомхилд
Саксония-Рьомхилд (на немски: Herzogtum Sachsen-Römhild) e Ернестинско херцогство в Свещената Римска империя до Тюрингската гора в Южна Тюрингия. Столицата е град Рьомхилд в резиденцията дворец „Глуксбург“ и е управлявано от род Ернестини. Съществува само 30 години през 1680 – 1710 г.

## История
Саксония-Рьомхилд се образува на 24 февруари 1680 г. при наследствената подялба на Саксония-Гота за Хайнрих, четвъртият син на херцог Ернст I „Благочестиви“ от Саксония-Гота (1601 – 1675). След неговата смърт през 1710 г. херцогството Саксония-Рьомхилд е поделено между херцогствата Саксония-Гота-Алтенбург (7/12 от Амт Темар), Саксония-Кобург-Заалфелд (1/3 от Амт Рьомхилд и 5/12 от Амт Темар), Саксония-Майнинген (2/3 от Амт Рьомхилд) и Саксония-Хилдбургхаузен. От 1826 г. цялата бивша територия на княжество Рьомхилд принадлежи към Саксония-Майнинген.